# Stade du Rhône
Le stade du Rhône, anciennement appelé stade de Parilly, est un stade d'athlétisme situé dans le Parc de Parilly, sur le territoire de la commune de Vénissieux, en banlieue lyonnaise. 

## Présentation
Anciennement appelé stade de Parilly, le stade est rebaptisé stade du Rhône à la suite d'une importante rénovation. Il est inauguré sous ce nom le 3 septembre 2012. La principale tribune est baptisée Tribune Tony-Bertrand, en l'honneur d'un adjoint aux sports de la ville de Lyon. L'interessé, centenaire en 2012, est présent lors de l'inauguration,.
Le stade accueille les championnats du monde d'athlétisme handisport en juillet 2013 ainsi que les Championnats du monde d'athlétisme vétérans 2015.